# Ctenopleura ludwigi
Ctenopleura ludwigi är en sjöstjärneart som först beskrevs av deLoriol 1899.  Ctenopleura ludwigi ingår i släktet Ctenopleura och familjen kamsjöstjärnor. Inga underarter finns listade i Catalogue of Life.